# K. A. Nilakanta Sastri

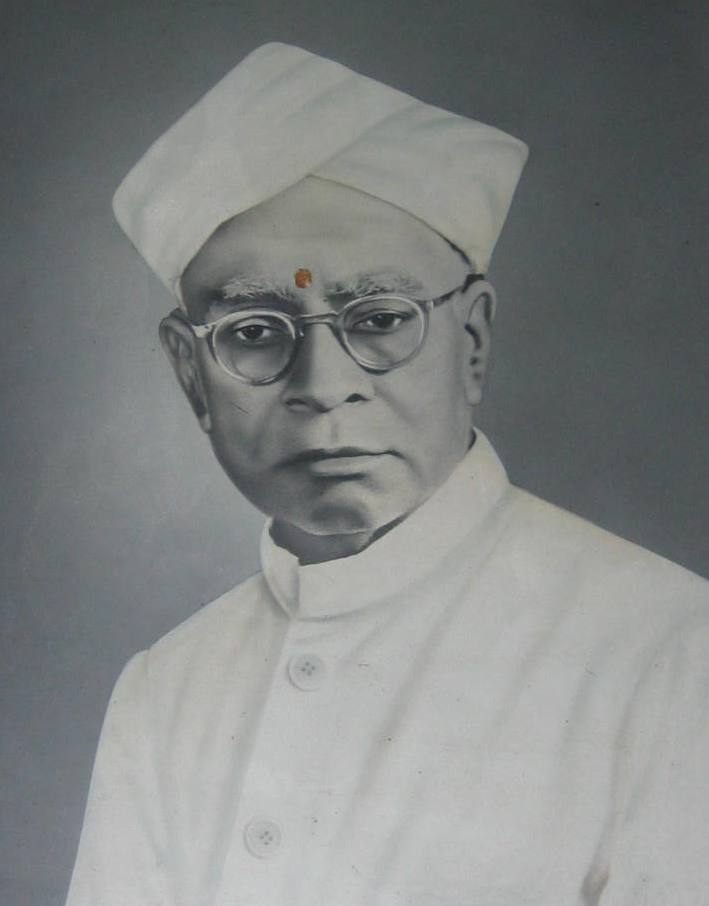
K. A. Nilakanta Sastri

Kallidaikurichi Aiyah Nilakanta Sastri (* 12. August 1892 in Kallidaikurichi; † 15. Juni 1975 in Madras) war ein tamilischer Historiker.

## Leben und Ämter
K.A.N. Sastri war Sohn eines Brahmanen aus Kallidaikurichi, einer Kleinstadt bei Tirunelveli im heutigen indischen Bundesstaat Tamil Nadu. Nach seiner Schulausbildung besuchte er Colleges in Tirunelveli und Madras. Danach lehrte er ca. 5 Jahre lang am College in Tirunelveli. Von 1918 bis 1920 lehrte er an der  Banaras Hindu University, danach erhielt er eine Anstellung an der Annamalai University bei Chidambaram. Im Jahr 1929 erhielt er die Professur für Geschichte an der Universität von Tiruchirappalli, doch wechselte er kurz darauf an die Professur für Geschichte und Archäologie an der Universität Madras; diesen Posten behielt er bis 1946. In den Jahren 1952 bis 1955 war er Professor für Indologie an der Universität von Mysore. Von 1957 bis 1972 bekleidete er das Amt eines Direktors am UNESCO-Institute of Traditional Cultures of South East Asia.

## Werke
K.A.N. Sastri schrieb zahlreiche Standardwerke zu Themen der tamilischen Geschichte und Kultur. Die wichtigsten sind:
- The Pāṇḍyan Kingdom from the Earliest Times to the Sixteenth Century (1929)
- The Colas (1935)
- The Tamil kingdoms of South India (1948)
- South Indian Influences in the Far East (1949)
- A History of South India: From Prehistoric Times to the Fall of Vijayanagar (1955)
- The Culture and History of the Tamils (1964)
- Cultural Contacts Between Aryans and Dravidians (1967)